# Spinatimonomma nideki
Spinatimonomma nideki es una especie de coleóptero de la familia Monommatidae.

## Distribución geográfica
Habita en Java  (Indonesia).